# Continental Connection

Логотип бренда Continental Connection

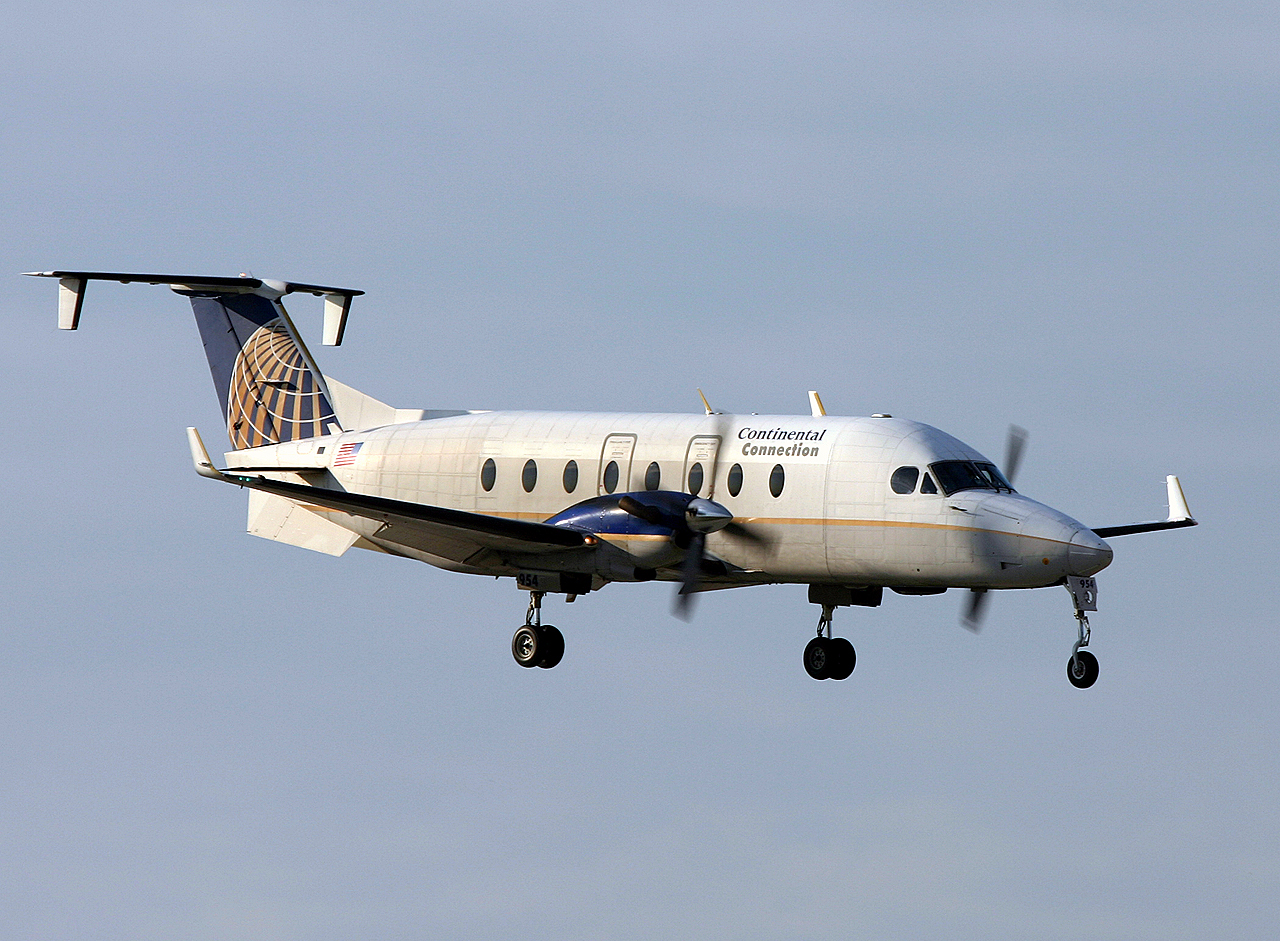
Самолёт в ливрее Continental Connection

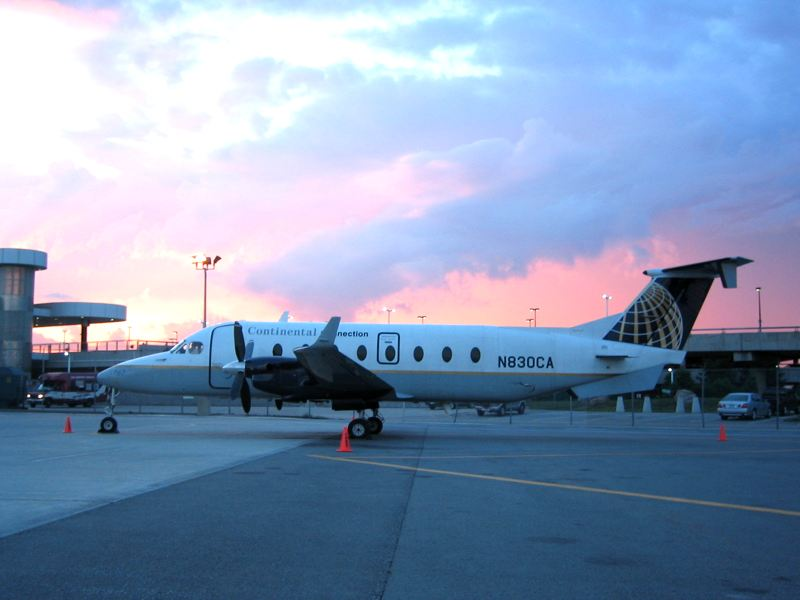
Beechcraft 1900D компании CommutAir в ливрее Continental Connection

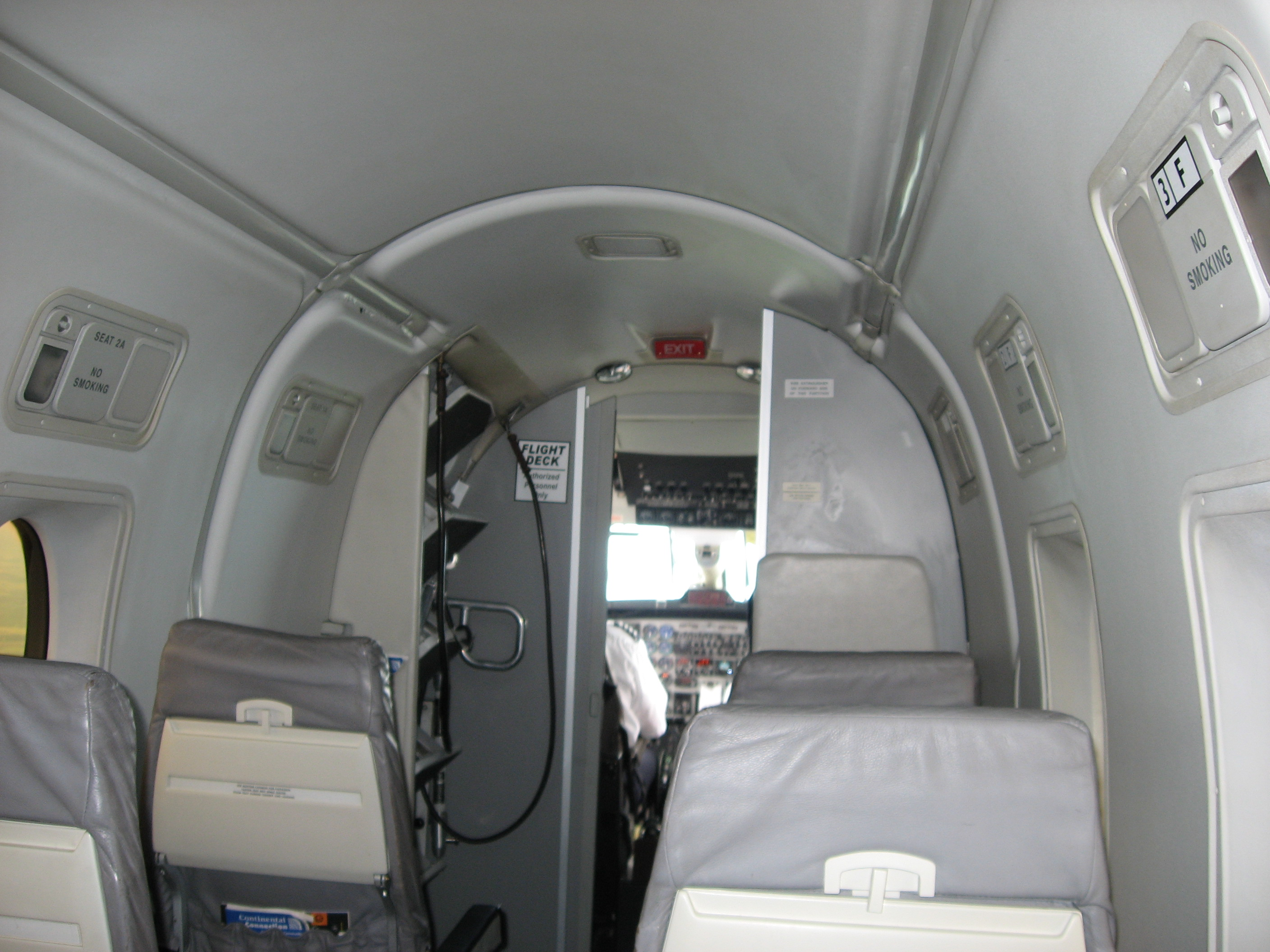
Интерьер пассажирской кабины самолёта Beechcraft 1900D авиакомпании CommutAir

Continental Connection — торговая марка (бренд) авиакомпании Continental Airlines, используемый небольшими авиаперевозчиками США для работы на авиалиниях местного значения. Все самолёты, летающие под брендом Continental Connection, являются турбовинтовыми самолётами, в отличие от реактивных лайнеров региональных авиакомпаний ExpressJet Airlines и Chautauqua Airlines, работающих под другой торговой маркой Continental Express.
На все рейсы под брендом Continental Connection распространяется бонусная программа поощрения часто летающих пассажиров OnePass.

## Региональные авиаперевозчики
- Cape Air
- Colgan Air
- CommutAir
- Gulfstream International Airlines

## Номера рейсов
На рейсах Continental Connection действует следующая система распределения номеров:
- 9356-9400 — оператор Cape Air
- 9596-9606 — оператор Cape Air в Микронезии
- 8635-8835 — оператор CommutAir
- 9514-9584 — оператор Colgan Air
- 9120-9310 — оператор Gulfstream International Airlines

## Флот
| Тип самолёта           | Всего       | Пассажиров | Направления | Примечание                                 |
| ---------------------- | ----------- | ---------- | ----------- | ------------------------------------------ |
| Bombardier Dash 8-Q200 | 15 (лизинг) | 37         |             | Оператор CommutAir                         |
| Bombardier Dash 8-Q400 | 14          | 74         |             | Оператор Colgan Air                        |
| Saab 340B              | 42          | 34         |             | Operated by: Colgan Air                    |
| Cessna 402             | 54          | 9          |             | Оператор Cape Air                          |
| ATR-42                 | 2           | 46         |             | Оператор Cape Air                          |
| Raytheon Beech 1900D   | 26          | 19         |             | Оператор Gulfstream International Airlines |

## Инциденты и несчастные случаи
- 12 февраля 2009 года, рейс 3407 Ньюарк (Нью-Джерси) - Буффало (Нью-Йорк) авиакомпании Colgan Air, Bombardier Dash 8 регистрационный N200WQ. При заходе на посадку в Международный аэропорт Буффало Ниагара[англ.] самолёт врезался в жилой дом. Погибло 50 человек, включая одного человека на земле[1].